# Half of Me
Half of Me è un singolo della cantante britannica Geri Halliwell, pubblicato il 25 ottobre 2013 dalla Sony Music esclusivamente in Australia.

## Video musicale
Il video musicale è stato girato il giorno 16 ottobre 2013 e pubblicato il 28 dello stesso mese. Nel video si vede Geri che balla con modelli a torso nudo e con orsi in costume.
Il video è il decimo da solista per la cantante e il ventunesimo in cui appare in video musicale, contando i video insieme alle Spice Girls.

## Tracce
1. Half of Me – 3:11